# Politische Konsultativkonferenz des chinesischen Volkes

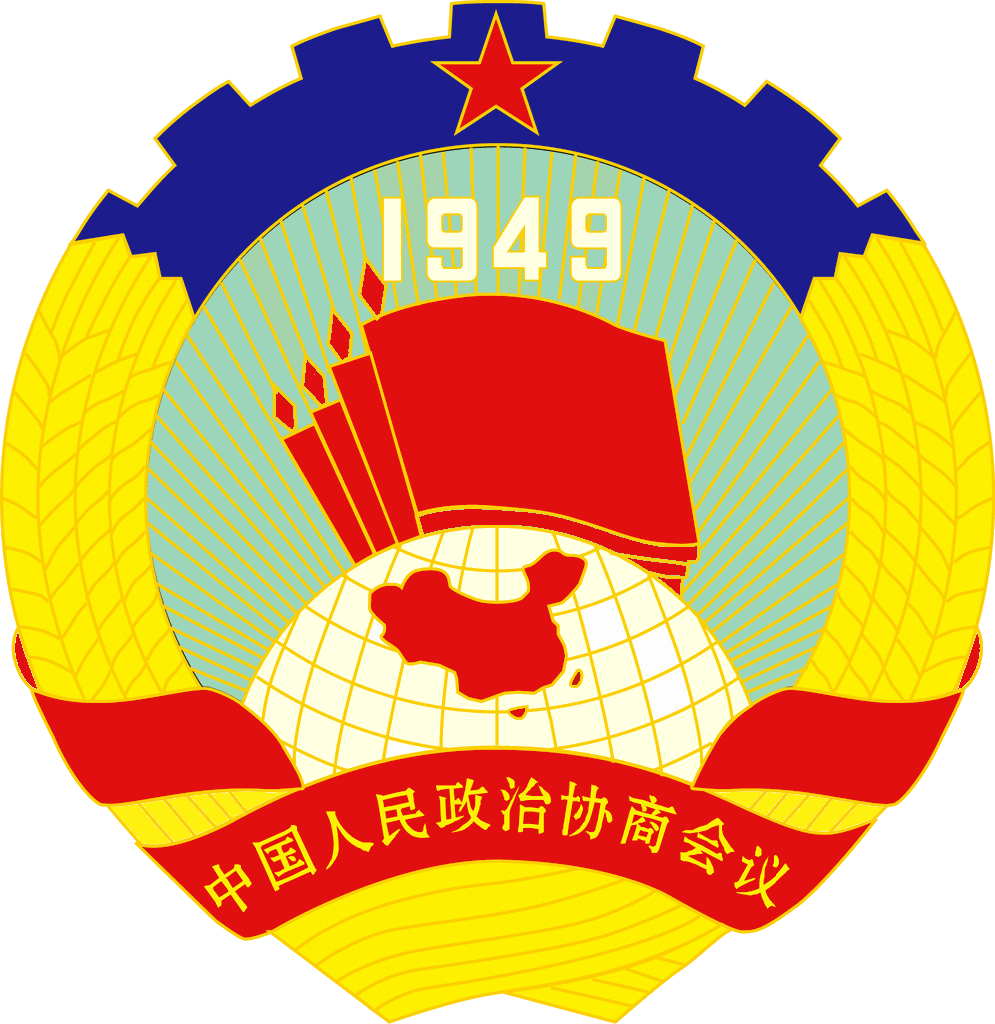
PKKCV -Emblem –

Die Politische Konsultativkonferenz des chinesischen Volkes, kurz PKKCV (chinesisch 中國人民政治協商會議 / 中国人民政治协商会议, Pinyin Zhōngguó rénmín zhèngzhì xiéshāng huìyì, kurz: 人民政協 / 人民政协,  Rénmín Zhèngxié, oder 政協 / 政协,  Zhèngxié) soll anderen Parteien als der Kommunistischen Partei Chinas (KPCh), Massenorganisationen und Vertretern nationaler Minderheiten Mitwirkungsmöglichkeiten an der Meinungsbildung des Nationalen Volkskongresses bieten. Als beratendes Gremium im Staatsapparat der Volksrepublik China besteht es sowohl aus Mitgliedern der KPCh wie aus Nichtparteimitgliedern oder Mitgliedern anderer Parteien, den sogenannten „Acht Demokratischen Parteien und Gruppen“, wie etwa dem Revolutionären Komitee der Kuomintang.
Die PKKCV hatte auch mehrere aus dem Ausland stammende Mitglieder wie Israel Epstein und Betty Chandler, darunter zwei Mitglieder, die aus Österreich stammten: Richard Frey und Ruth Weiss.

## Zusammensetzung

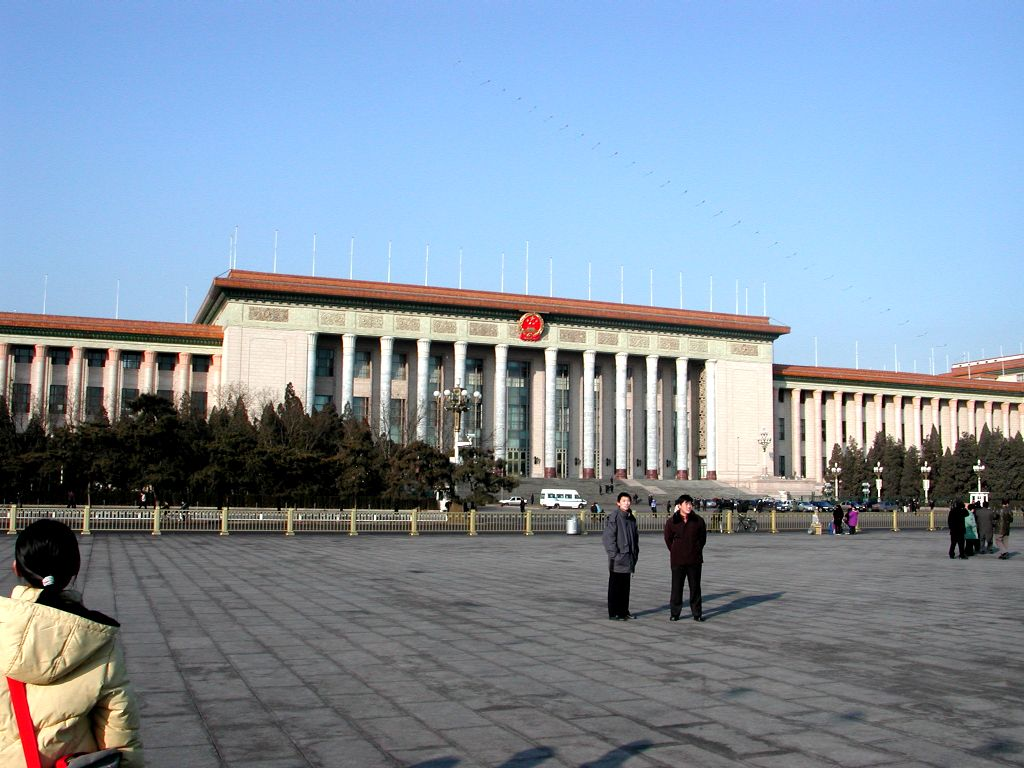
In der Großen Halle des Volkes finden auch die Sitzungen der Politischen Konsultativkonferenz des chinesischen Volkes statt

Diese Konsultativkonferenz besteht aus Mitgliedern von politischen Parteien, Standesvertretungen etc., die zusammenkommen, um Prinzipien der Politik zu besprechen. Sie wird betrachtet als ein Organ, durch das die Demokratischen Parteien, Massenorganisationen sowie alle gesellschaftlichen Kreise an den Staats- und Regierungsgeschäften konsultativ teilnehmen können. Die Kommunistische Partei Chinas stellt in der am 3. März 2018 einberufenen 13. Konsultativkonferenz nur 99 von 2158 Mitgliedern,
wobei allerdings zu beachten ist, dass Vertreter von Standesorganisationen etc. gleichzeitig Mitglieder einer politischen Partei sein können. So ist zum Beispiel der Raumfahrer Yang Liwei, der als speziell geladene Persönlichkeit in der PKKCV sitzt, seit 1988 Mitglied der KPCh. Frauen sind neben der All-Chinesischen Frauenvereinigung in allen anderen Fraktionen vertreten, Moslems nicht nur über die Chinesische Islamische Vereinigung, sondern auch über ihre jeweilige Ethnie (Uiguren, Kasachen etc.) und in zahlreichen anderen Fraktionen wie der Kuomintang oder der Zhi-Gong-Partei. Tibeter sind nicht nur als Vertreter ihrer Ethnie in der PKKCV, sondern unter anderem auch über die Vereinigung der Buddhisten Chinas vertreten.
Mitglieder sind:
- Vertreter der Kommunistischen Partei Chinas,
- Vertreter der Acht Demokratischen Parteien und Gruppen,
- parteilose Persönlichkeiten,
- Vertreter der acht wichtigsten Massenorganisationen,
- Vertreter aller Nationalitäten,
- Vertreter der fünf Staatlich Anerkannten Religionen,
- Vertreter aller gesellschaftlichen Kreise,
- Vertreter der Provinz Taiwan,
- Vertreter Hongkongs,
- Vertreter Macaus,
- Vertreter der heimgekehrten Überseechinesen
- sowie speziell geladene Persönlichkeiten

## Bisherige Vorsitzende
- Mao Zedong (1949–1954)
- Zhou Enlai (1954–1976)
- Deng Xiaoping (1978–1983)
- Deng Yingchao (1983–1988)
- Li Xiannian (1988–1992)
- Li Ruihuan (1993–2003)
- Jia Qinglin (2003–2013)
- Yu Zhengsheng (2013–2018)
- Wang Yang (seit 2018)

## Sitzungen
Die Sitzungen der Konsultativkonferenz finden gewöhnlich gleichzeitig mit den Sitzungen des Nationalen Volkskongresses statt. Ebenso wie der Nationale Volkskongress besitzt die PKKCV einen für die jeweilige Legislaturperiode – im Regelfall fünf Jahre – gewählten Ständigen Ausschuss (中国人民政治协商会议全国委员会常务委员会 Pinyin Zhōngguó Rénmín Zhèngzhì Xiéshāng Huìyì Quánguó Wěiyuánhuì Chángwù Wěiyuánhuì) mit Mitgliedern aus allen Fraktionen, der zwischen den jährlichen Vollversammlungen etwa alle zwei bis drei Monate tagt und die eigentliche Arbeit macht.
Der am 14. März 2018 von der Vollversammlung gewählte Ständige Ausschuss der 13. Legislaturperiode hat 298 Mitglieder.

## Geschichte
Im September 1949 wurde die erste Sitzung der PKKCV abgehalten in Beiping (heute Beijing) mit 662 Abgeordneten – Vertretern der Kommunistischen Partei Chinas, demokratischer Parteien, Massenorganisationen, der Volksbefreiungsarmee, nationaler Minderheiten, Überseechinesen und Religionsgemeinschaften.
In Vertretung des Nationalen Volkskongresses, der noch nicht existierte, wurde auf der Sitzung die Gründung der Volksrepublik China verkündet. Er nahm das Gemeinsame Programm der Politischen Konsultativkonferenz des Chinesischen Volkes und mehrere Gesetzesvorlagen an.
Auf der Sitzung wurde Beijing zur Hauptstadt erklärt sowie die Nationalfahne und -hymne angenommen. Der Vorsitzende und seine Stellvertreter sowie die Mitglieder der Zentralen Volksregierung wurden gewählt.
Im Juni 1950 wurde die zweite Sitzung des Ersten Nationalkomitees der PKKCV abgehalten und der Gesetzesentwurf über die Landreform und einige weitere Gesetze verabschiedet sowie das Wappen der Volksrepublik China festgelegt.
Im Dezember 1954 wurde in der ersten Sitzung des Zweiten Nationalkomitees der PKKCV beschlossen, dass die neue Verfassung der VRCh das Gemeinsame Programm ersetzen soll.
In seinem letzten Lebensjahr 1964 wurde der rehabilitierte ex-Kaiser Puyi noch Mitglied der PKKCV. Während der Kulturrevolution war die PKKCV praktisch aufgelöst und nahm ihre Arbeit erst im Februar 1978 wieder auf. Im Dezember 1983 verabschiedete die dritte Sitzung des Ständigen Ausschusses des Sechsten Nationalkomitees der PKCV einen Bericht über die Verfolgung von PKKCV-Abgeordneten während der Kulturrevolution.